# Valeri Zolotujin
Valeri Serguéyevich Zolotujin (Валерий Сергеевич Золотухин en ruso) (Bystryi Istok, Rusia, 21 de junio de 1941 - Moscú, Rusia, 30 de marzo de 2013) fue un actor teatral y de cine ruso condecorado con la distinción de Artista nacional.
Fue conocido por su papel de Bumbarash de la película homónima de 1971 y por haber participado en las películas Guardianes de la noche y Guardianes del día, de 2004 y 2006 respectivamente.
El 30 de marzo de 2013 falleció en Moscú a causa de un tumor cerebral. Tiempo atrás, en diciembre de 2012 se le detectó un glioblastoma que le mantuvo apartado de la interpretación. El 14 de marzo fue inducido al coma a causa del empeoramiento de su enfermedad.